# J.G.M. Lessard
J.G.M. Lessard CMM, MSC, CD, kanadski general, * ?.

## Življenjepis
Leta 1978 je diplomiral iz poslovne administracije na Kraljevem vojaškem kolidžu v Saint-Jeanu. Nato je bil dodeljen Kraljevemu 22. polku (Royal 22e Régiment), in Kanadskemu zračnoprevoznemu polku (Canadian Airborne Regiment), na kar pa je že prevzel poveljstva; sprva je bil poveljnik 3. in nato 1. bataljona Kraljevega 22. polka (1992–94), nato pa Centra za bojno usposabljanje (Combat Training Centre) (1997–1999) in komandant Štabnega kolidža Kanadske kopenske sile (Canadian Land Force Staff College) (1999–2001). Njegova naslednja zadolžitev je bil položaj namestnika poveljnika Udarne flote Atlantik (Striking Fleet Atlantic) (2001–2003); nato pa je bil poveljnik Centralnega področja Kanadskih kopenskih sil (julij 2003–februar 2005) in pomočnik načelnika kopenskega generalštaba (februar 2005–junij 2007).
V času svoje kariere je bil dvakrat dodeljen štabu 1. kanadske divizije in bil tudi član Odbora za pregled razvoja častnika Kanadskih sil (Canadian Forces Officer Development Review Board). Poleg končanega kolidža je v tem času tudi končal Štabn kolidž Kanadske kopenske sile, Štabni kolidža Britanske kopenske vojske in Vojni kolidž Kopenske vojske ZDA; na slednjem je opravil magisterij iz strateških študij.
Leta 1985 je bil kot član kanadskega kontingenta poslan na misijo UNFICYP na Ciper. V letih 1993–94 je bil poveljnik 1. bataljonske skupine Kraljevega 22. polka v sklopu UNPROFORja; v Bosno in Hercegovino se je vrnil leta 1996 kot namestnik poveljnika 5. kanadske večnacionalne brigade (5 Canadian Multinational Brigade), ki je delovala v sklopu IFORja. Med 2. februarjem in 1. novembrom 2008 je bil poveljnik Regionalnega poveljstva Jug v sklopu afganistanske misije SFOR.
11. maja 2009 je Lessard prevzel poveljstvo Poveljstva kanadske ekspedicijske sile (Canadian Expeditionary Force Command).